# کیا سونت
کیا سونت یک خودروی شاسی‌بلند ساخت شرکت کیا می‌باشد. این خودرو برای بازار هند طراحی شده‌است.
کیا سونت در سال ۲۰۲۰ معرفی شد و به بازار هند عرضه شد.

## پیشرانه
کیا سونت در بازار هند با دو موتور بنزینی و یک موتور دیزلی عرضه می‌شود. مدل ساده این خودرو به موتور ۱٫۲ لیتری چهار سیلندر تنفس طبیعی مجهز می‌باشد. مدل میانی این خودرو از موتور ۱ لیتری T-GDi توربوشارژ سه سیلندر بهره می‌برد و مدل فول از موتور ۱٫۵ لیتری CRDi توربودیزل بهره می‌برد.

## امکانات ایمنی
- ۶ ایربگ
- سیستم کنترل پایداری الکترونیکی
- سیستم ترمز ضد قفل
- سیستم هشدار سرعت
- کنترل کشش الکترونیکی
- کمک ترمز
- حسگر جلو و عقب

## نگارخانه

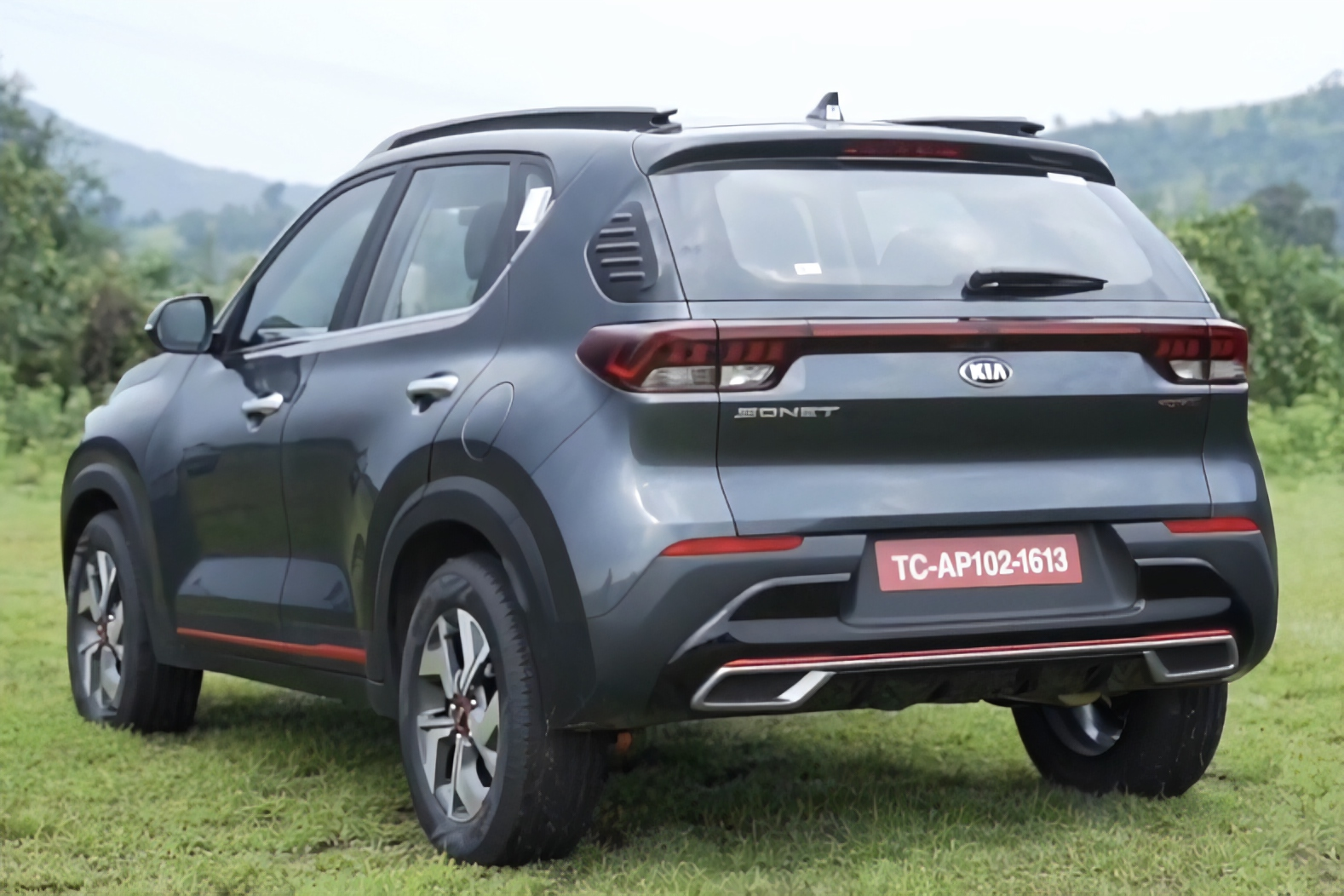
نمای عقب
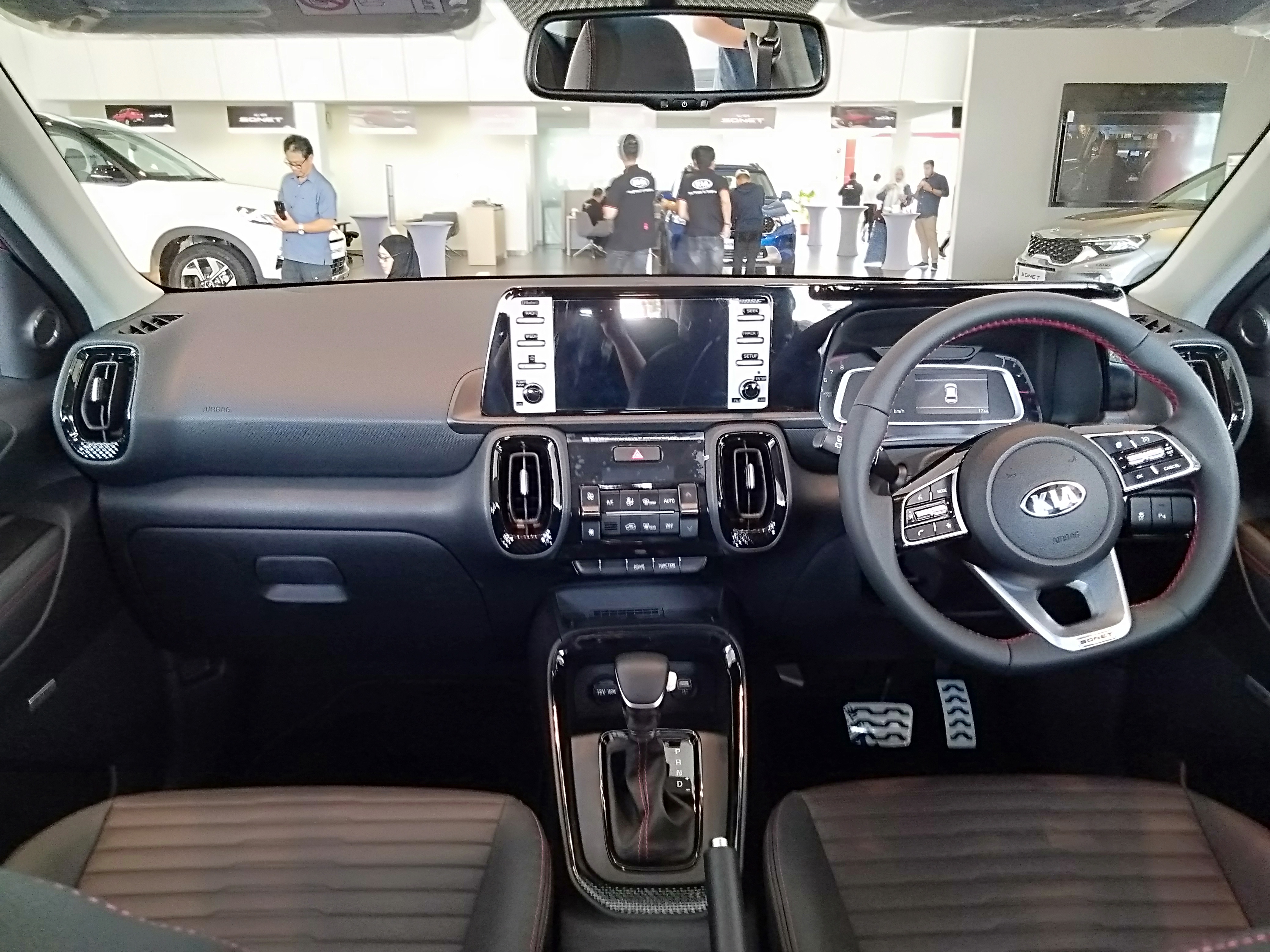
نمای داخلی
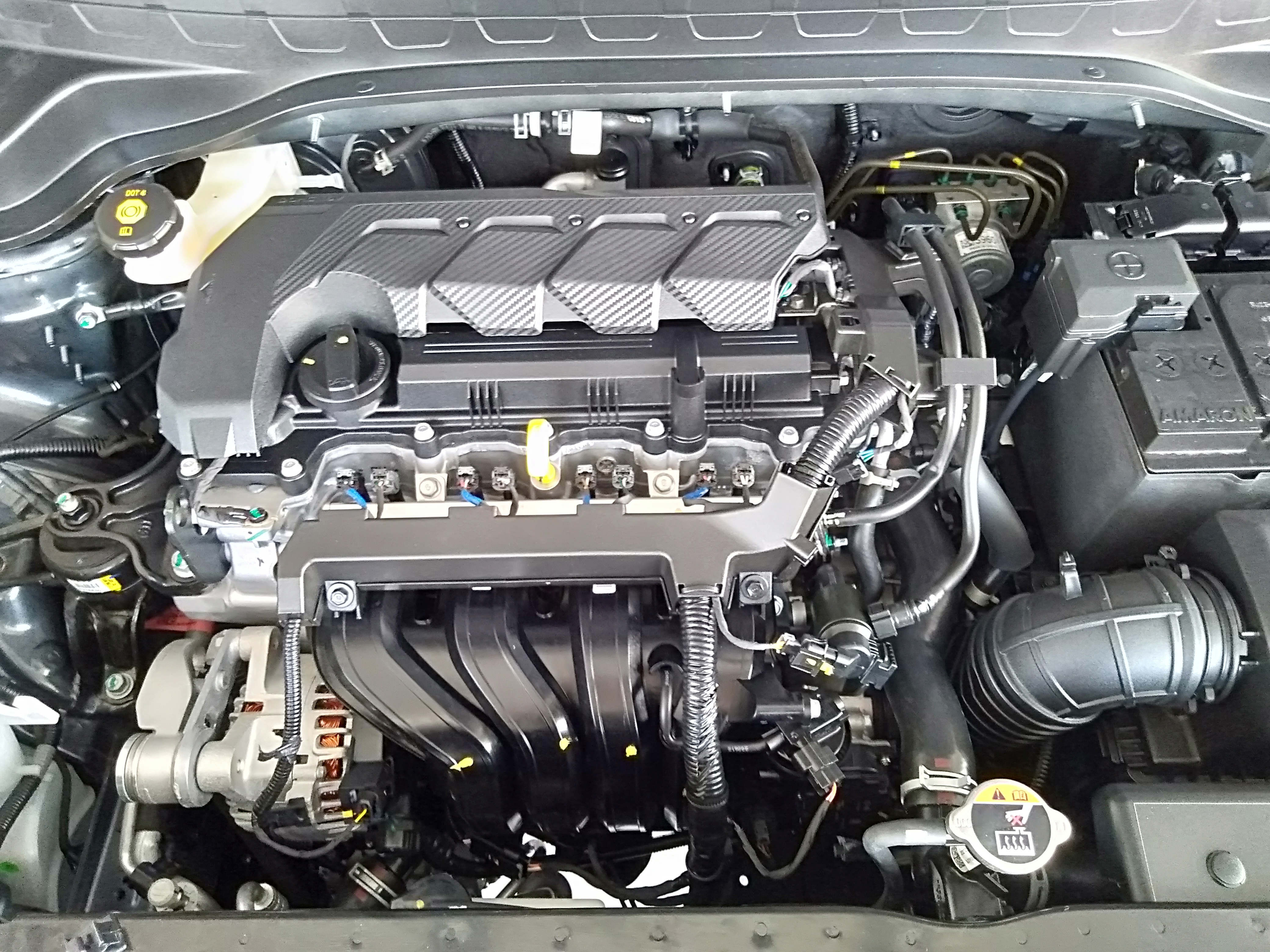
موتور بنزینی اسمارت‌استریم جی۱٫۵